# 小行星2196
小行星2196（2196 Ellicott）是一颗围绕太阳公转的小行星。1965年1月29日，印第安纳大学在摩根县发现了此天体。
該小行星以美國天文學家A·E·道格拉斯命名。
这颗小行星的绝对星等为310.0919084866003等。